# Karol Sabath
Karol Sabath (24. dubna 1963 Katovice – 10. října 2007 Varšava) byl polský paleontolog, biolog a ilustrátor pravěku. Pracoval v Institutu paleobiologie v rámci Polské akademie věd (Polska Akademia Nauk) ve Varšavě. Pracoval také pro magazín National Geographic a evropskou obdobu amerického periodika Scientific American. Kromě toho spolupracoval také s mnoha dalšími ústavy a nakladatelstvími v Polsku. Publikoval také četné knihy pro děti s paleontologickou tematikou, překládal vědecké i populárně naučné publikace do polštiny a v neposlední řadě byl rovněž vědeckým poradcem při projektování dinoparků (např. Baltów).
Byl členem jedné z polských paleontologických expedic do Mongolska (Gobi) a spolupracoval se zahraničními odborníky zejména na výzkumu tyranosauridů. Kromě toho se také zabýval výzkumem dinosauřích vajec, mláďat a otisků stop. Byl spoluzakladatelem polského portálu ewolucja.org a paleontologia.pl. Byl také editorem polské Wikipedie a DMOZ.